# هاله (نوردراین-وستفالن)
شهر هاله، نوردراین-وستفالن در ایالت نوردراین-وستفالن در کشور آلمان واقع شده‌است.